# W garniturach
W garniturach (ang. Suits) – amerykański serial wyprodukowany przez Universal Cable Productions i emitowany w stacji USA Network od 23 czerwca 2011 do 25 września 2019 roku.
Stacja USA Network zaplanowała siódmy sezon, którego emisja rozpoczęła się 12 lipca 2017. 30 stycznia 2018, stacja USA Network ogłosiła zamówienie ósmego sezonu. 24 stycznia 2019, stacja potwierdziła zamówienie dziewiątego sezonu, zaznaczając, że będzie on ostatnim. W Polsce serial emitowały był przez stacje telewizyjne: Canal+, Canal+ Film, Fox Polska, TVP1, TVN7, a także odcinki były udostępniane w serwisach Netflix i Amazon Prime Video Polska.
W 2019 powstał spin-off serialu pod tytułem Pearson, której fabuła skupia się na Jessice Pearson, prawniczce, która wkracza w świat polityki Chicago.

## Fabuła
Mike Ross (Patrick J. Adams) jest bystry i inteligentny, ale nieco opacznie wykorzystuje swój dar. Właśnie został wyrzucony z college’u – zaprzepaścił marzenie o adwokaturze, po tym, jak przyłapano go na sprzedawaniu córce dziekana egzaminów z matematyki. Fotograficzna pamięć umożliwia mu zapamiętywanie wielkiej ilości danych. Zarabia, zdając różnego rodzaju testy za innych ludzi (m.in. LSAT – test prawniczy).
Harvey Specter (Gabriel Macht) jest jednym z najlepszych adwokatów w Nowym Jorku. Niedawno awansował na stanowisko starszego partnera i właśnie rekrutuje współpracownika. Przypadkowo na rozmowę kwalifikacyjną trafia Mike. Harvey jest pod wrażeniem jego sprytu i prawniczej wiedzy, i zatrudnia go. Z uwagi na fakt, że Mike nie ukończył studiów prawniczych, a polityka firmy pozwala na zatrudnianie wyłącznie absolwentów Harvardu, obaj muszą udawać, że Mike ukończył tę uczelnię.
W firmie Mike jest ciągle nękany przez młodszego partnera, Louisa Litta (Rick Hoffman), zazdrosnego rywala Harveya. Mike zaprzyjaźnia się z Rachel Zane (Meghan Markle), praktykantką, której strach przed egzaminem uniemożliwia ukończenie studiów prawniczych.

## Odcinki
| Sezon | Sezon | Odcinki | Odcinki          | Premierowa emisja (USA Network) | Premierowa emisja (USA Network) | Premierowa emisja    | Premierowa emisja    | Premierowa emisja |
| Sezon | Sezon | Odcinki | Odcinki          | Premiera                        | Finał                           | Premiera             | Finał                | Dystrybucja       |
| ----- | ----- | ------- | ---------------- | ------------------------------- | ------------------------------- | -------------------- | -------------------- | ----------------- |
|       | 1     | 12      | 12               | 23 czerwca 2011                 | 8 września 2011                 | 23 lutego 2012       | 5 kwietnia 2012      | Canal+ Polska     |
|       | 2     | 16      | 10               | 14 czerwca 2012                 | 23 sierpnia 2012                | 15 listopada 2012    | 17 stycznia 2013     | Canal+ Polska     |
| 6     | 2     | 16      | 17 stycznia 2013 | 21 lutego 2013                  | 16 maja 2013                    | 22 czerwca 2013      | Canal+ Film          |                   |
|       | 3     | 16      | 10               | 16 lipca 2013                   | 17 września 2013                | 10 lipca 2014        | 11 września 2014     | Canal+ Polska     |
| 6     | 3     | 16      | 6 marca 2014     | 10 kwietnia 2014                | 18 września 2014                | 23 października 2014 |                      | Canal+ Polska     |
|       | 4     | 16      | 10               | 11 czerwca 2014                 | 20 sierpnia 2014                | 17 września 2015     | 15 października 2015 | Canal+ Polska     |
| 6     | 4     | 16      | 28 stycznia 2015 | 4 marca 2015                    | 22 października 2015            | 5 listopada 2015     |                      | Canal+ Polska     |
|       | 5     | 16      | 10               | 24 czerwca 2015                 | 26 sierpnia 2015                | 10 lipca 2016        | 7 sierpnia 2016      | Canal+ Seriale    |
| 6     | 5     | 16      | 27 stycznia 2016 | 2 marca 2016                    | 14 sierpnia 2016                | 28 sierpnia 2016     |                      | Canal+ Seriale    |
|       | 6     | 16      | 10               | 13 lipca 2016                   | 14 września 2016                | 2 maja 2017          | 30 maja 2017         | Canal+ Seriale    |
| 6     | 6     | 16      | 25 stycznia 2017 | 1 marca 2017                    | 6 czerwca 2017                  | 20 czerwca 2017      |                      | Canal+ Seriale    |
|       | 7     | 16      | 10               | 12 lipca 2017                   | 13 września 2017                | 12 lipca 2019        | 12 lipca 2019        | Netflix Polska    |
| 6     | 7     | 16      | 28 marca 2018    | 25 kwietnia 2018                | 28 marca 2020                   | 28 marca 2020        |                      | Netflix Polska    |
|       | 8     | 16      | 10               | 18 lipca 2018                   | 19 września 2018                | 18 lipca 2020        | 18 lipca 2020        | Netflix Polska    |
| 6     | 8     | 16      | 23 stycznia 2019 | 27 lutego 2019                  | 23 stycznia 2021                | 23 stycznia 2021     |                      | Netflix Polska    |
|       | 9     | 10      | 10               | 17 lipca 2019                   | 25 września 2019                | 17 lipca 2021        | 17 lipca 2021        | Netflix Polska    |

## Obsada

### Główni bohaterowie
- Harvey Specter (Gabriel Macht) – najlepszy prawnik w Nowym Jorku, partner współzarządzający w firmie Pearson Specter Litt i były asystent prokuratora okręgowego Prokuratury w Nowym Jorku.
- Mike Ross (Patrick J. Adams) – adwokat, który nigdy nie był w szkole prawniczej, ale dzięki fotograficznej pamięci posiada większą wiedzę prawniczą niż adwokaci, którzy studiowali prawo. Używa tej umiejętności, aby przekonać Harveya do zatrudnienia go jako współpracownika, wbrew polityce firmy, przyjmującej tylko absolwentów Harvardu.
- Louis Litt (Rick Hoffman) – partner współzarządzający w firmie Pearson Specter Litt, nadzoruje zespół młodych prawników.
- Rachel Elizabeth Zane (Meghan Markle) – asystentka, zaprzyjaźnia się z Mikiem, chce być prawnikiem.
- Donna Roberta Paulsen (Sarah Rafferty) – asystentka Harveya i jego powierniczka, która przeszła razem z nim do Pearson Hardman z biura prokuratora.
- Jessica Pearson (Gina Torres) – była partnerka zarządzająca w firmie Pearson Specter Litt, szefowa Harveya. W 6 sezonie odchodzi z firmy.

### Bohaterowie drugoplanowi
- Trevor Evans (Tom Lipinski) – były diler narkotykowy i przyjaciel Mike’a.
- Jenny Griffith (Vanessa Ray) – była dziewczyna Trevora, przyjaciółka i później dziewczyna Mike’a.
- Edith Ross (Rebecca Schull) – babcia Mike’a, która go wychowała po śmierci rodziców.
- Kyle Durant (Ben Hollingsworth) – jeden z protegowanych Louisa, często rywalizuje z Mikiem.
- Harold Gunderson (Max Topplin) – dziwaczny młody prawnik.
- Travis Tanner (Eric Close) – prawnik, największy rywal Harveya.
- Daniel Hardman (David Costabile) – współwłaściciel Pearson Hardman, adwokat i były partner zarządzający.
- Katrina Bennett (Amanda Schull) – była współpracowniczka Louisa, obecnie młodszy partner w Pearson Specter Litt.
- Robert Zane (Wendell Pierce) – ojciec Rachel, partner zarządzający w Rand, Kaldor & Zane.
- Alex Williams (Dulé Hill) – dawny przyjaciel Harveya, dołączył do Pearson Specter Litt w 7 sezonie.
- Samantha Wheeler (Katherine Heigl) – protegowana Roberta Zane'a, dołączyła razem z nim do Pearson Specter Litt
- dr Paula Agard (Christina Cole) – terapeutka i dziewczyna Harveya.
- Sean Cahill (Neal McDonough) – prokurator, były członek Komisji Papierów Wartościowych.
- Cameron Dennis (Gary Cole) – były szef Harveya, prokurator okręgu Manhattan

## Nagrody

### Amerykańska Gildia Aktorów Filmowych
- Patrick J. Adams – Najlepszy aktor w serialu dramatycznym

## Remaki
Jang Dong-gun i Park Hyung-sik wcielili się w główne role w południowokoreańskim remake'u serialu, pt. Suits, który został wyprodukowany przez Monster Union i ENT Media Pictures i miał swoją premierę 25 kwietnia 2018 na kanale KBS2. W japońskim remake'u wyemitowanym przez Fuji Television w 2018 roku główne role zagrali Yūji Oda i Yuto Nakajima. Arabska wersja, z Asserem Yassinem i Sabą Mubarak w rolach głównych, została nakręcona w Egipcie i wyemitowana podczas Ramadanu w 2022.